# 노동 명예의 전당

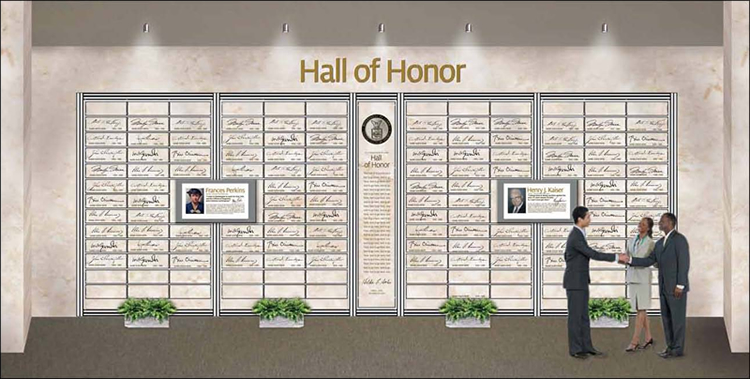

노동 명예의 전당(Labor Hall of Honor)은 미국 노동부의 기념물로서, 미국인들이 일하고 살아가는 데 있어 긍정적 기여를 한 것으로 여겨지는 미국인들을 기념하는 곳이다. 워싱턴 DC 컨스티튜션 대로 200번지 프란세스 퍼킨스 빌딩에 소재하고 있다.
1962년 존 F. 케네디 행정부 시절 처음 계획이 논의되어 1988년부터 명예의 전당이 운영되었다. 매년 선정이 이루어지며 선정자는 노동부 건물 내부 명판에 이름이 새겨진다. 2012년 선정된 돌로레스 우에르타를 제외하면 모두 사망 이후 선정되었다.

## 명단
매년 노동 명예의 전당에 선정된 인물은 다음과 같다.
- 1989년
  - 사이러스 S. 칭
  - 존 R. 커먼즈
  - 새뮤얼 곰퍼스
  - 존 L. 루이스
  - 조지 미니
  - 제임스 P. 미첼
  - 프란세스 퍼킨스
  - A. 필립 랜돌프
- 1990년
  - 유진 데브스
  - 헨리 J. 카이저
  - 월터 P. 루터
  - 로버트 F. 바그너
- 1991년
  - 메리 앤더슨
  - 필립 머레이
- 1992년
  - 시드니 힐먼
  - 마더 존스
- 1993년
  - 데이비드 더빈스키
- 1994년
  - 조지 W. 테일러
- 1995년
  - 아서 J. 골드버그
- 1996년
  - 윌리엄 그린
- 1997년
  - 데이비드 A. 모스
- 1998년
  - 세자르 차베스
- 1999년
  - 테런스 V. 파우더를리
- 2000년
  - 조지프 A. 비언
- 2002년
  - 9/11 구조노동자들
  - 제임스 E. 케이시
- 2003년
  - 폴 홀
  - 밀턴 허시
  - 스티브 영
- 2004년[4]
  - 윌리엄 S. 할리
  - 아서 데이비슨
  - 월터 데이비슨 시니어
  - 윌리엄 A. 데이비슨
- 2005년
  - 로버트 우드 존슨 주니어
  - 피터 J. 브레넌
- 2006년
  - 찰스 R. 월그린
  - 앨프리드 E. 스미스
- 2007년
  - 아돌푸스 부슈
  - 윌리엄 B. 윌슨
- 2008년
  - 존 윌러드 메리엇
  - 레너드 F. 우드콕
- 2010년
  - 저스틴 다트 주니어
  - 헬렌 켈러
- 2011년
  - 멤피스 환경미화 파업노동자
- 2012년
  - 농업노동자 운동의 선구자들
  - 애디 L. 위어트
  - 토니 매저키
  - 마크 에이어스
  - 돌로레스 우에르타
- 2013년
  - 베야르 러스틴
  - 에스터 피터슨
- 2014년
  - 중국계 철도부설 노동자
- 2015년
  - 테드 케네디
- 2016년
  - 프랭크 카메니
- 2017년
  - 로널드 레이건